# Castell'Arquato
Castell'Arquato (Castell Arquä in dialetto piacentino) è un comune italiano di 4 689 abitanti della provincia di Piacenza in Emilia-Romagna.
Situato sulle prime alture della val d'Arda, è caratterizzato da un borgo medioevale arroccato lungo la collina che domina la vallata. Il centro storico si trova sulla riva sinistra del torrente Arda, mentre sulla sponda opposta si è sviluppato un quartiere residenziale. Dista circa 30 km da Piacenza, 42 km da Cremona e 45 km da Parma.
Castell'Arquato ha il titolo di città d'arte, è stato insignito della bandiera arancione dal Touring Club Italiano e fa parte del club de I borghi più belli d'Italia.

## Geografia fisica
Il comune di Castell'Arquato occupa una superficie di circa 52 km² sulle ultime propaggini dell'Appennino ligure, digradanti verso la pianura Padana, tra la val d'Arda, in cui sulla sponda sinistra del torrente Arda è situato il capoluogo comunale, la val Chiavenna e la val d'Ongina.
Il comune si estende tra un'altitudine minima di 90 m s.l.m. a nord e un'altitudine massima di 440 m s.l.m. nella zona collinare a sud. L'altitudine media è di 224 m s.l.m.
Parte del territorio comunale fa parte del parco regionale dello Stirone e del Piacenziano, che ha inglobato la precedente riserva naturale geologica del Piacenziano, con un cospicuo patrimonio di reperti fossili del pliocene..
Nei pressi della frazione di San Lorenzo si trova l'area del bosco di Santa Franca, una delle poche aree ancora coperte da boschi della prima collina piacentina.

## Storia
In epoca pliocenica la zona di Castell'Arquato, così come buona parte della pianura Padana, era occupata dal mare, di cui sono sopravvissuti numerosi reperti fossili, risalenti in particolare al Piacenziano, che deve il nome alla città e alla provincia di Piacenza.
In seguito la zona è popolata dall'uomo sin dal Paleolitico inferiore, periodo a cui sono datati alcuni manufatti in selce ritrovati nel territorio comunale. Reperti più recenti, risalenti al Neolitico e all'età del Ferro, testimoniano la persistenza della presenza umana.
Il territorio viene poi colonizzato da tribù liguri e gallo-celtiche, prima di entrare a far parte dei territori controllati dai romani. Da alcune tracce attribuibili a insediamenti romani si presume la costruzione di un castrum militare con il fine di controllare i liguri. In epoca imperiale si sviluppò come piccolo capoluogo rurale, grazie alla posizione favorevole di dominanza sulla rete viaria.
Secondo la leggenda, il toponimo Castell'Arquato deriverebbe dal nome del cavaliere romano Caio Torquato, a cui si attribuisce la fondazione del villaggio; più realisticamente, si deve alla forma quadrata del primo insediamento militare o dalla disposizione di esso.

### Medioevo
In epoca longobarda la zona è attraversata dalla via dei monasteri che permetteva il collegamento, attraverso la catena appenninica, tra la pianura Padana e la Lunigiana.
Il primo documento scritto che menziona il luogo è un atto di vendita datato 13 marzo 760, parte delle carte di Varsi in cui viene citato in finibus Castri Arquatense. In documenti successivi viene nominato come Castro Fermo, Castro Fermo Arquatense e Fines Castellana. In alcuni di questi documenti viene citato un nobile chiamato Magno, a cui si deve l'edificazione della pieve di Castell'Arquato dedicata alla gran Madre di Dio, tra il 756 e il 758, e del castello a base quadrata. Nel momento della sua morte nel 789, egli dona al vescovo di Piacenza il paese, la chiesa di Santa Maria e i beni annessi.
Ci sono testimonianze di notevole vitalità del borgo negli ultimi decenni del I millennio. In questo periodo il vescovo di Piacenza amministra la zona arquatese mediante uomini scelti e gode del fodro, il diritto di esazione delle imposte dirette, su tutti gli uomini, nobiles, burgenses o castellani che posseggono case e terreni e sugli ecclesiastici di Santa Maria.
Dal 1204 al 1207 Grimerio, vescovo di Piacenza, sceglie come dimora Castell'Arquato in seguito alle lotte con il comune di Piacenza. Di conseguenza il borgo comincia ad assumere maggiore autonomia rispetto al comune di Piacenza. Nel 1220 il vescovo Vicedomino devolve alla comunità locale tutti i beni di sua proprietà nel territorio arquatese, concedendo l'enfiteusi per 700 lire piacentine. Inoltre, per 200 lire piacentine più un canone annuo, concede i beni situati nelle zone di San Lorenzo, Vernasca e Lusurasco. A partire da quell'anno, Castell'Arquato viene retto per tre anni da consoli, in seguito sostituiti dalla figura del podestà, nominato dal comune di Piacenza tra i membri delle famiglie nobili guelfe della città.
Nel 1256 Castell'Arquato subisce l'assalto del nobile ghibellino Oberto II Pallavicino, il quale, tuttavia, non riesce a portare l'assedio a compimento. Nel 1290 Alberto Scotti, sostenuto dal partito guelfo, dal ceto mercantile e dalle corporazioni degli artigiani, diventa signore di Piacenza, insediando a Castell'Arquato il podestà Tedesio de' Spectinis.
Nel 1304 Alberto Scotti, perde la signoria di Piacenza, e, di conseguenza, viene cacciato da Castell'Arquato ad opera del comune di Piacenza, che insedia nel luogo Gabriele Pallastrelli. Tre anni dopo Scotti riprende il possesso del borgo, governandolo a fasi alterne fino al 1316, quando Galeazzo I Visconti, supportato da Corrado Malaspina e dalla famiglia Arcelli, assedia Castell'Arquato e la conquista l'anno successivo, facendo prigioniero Alberto Scotti.
Galeazzo Visconti concede al borgo alcune “grazie speciali” includenti la possibilità di emancipazione giuridica da Piacenza e la facoltà di adottare un corpus di norme legislative autonome; queste grazie diventeranno, poi, la base degli statuti redatti nel corso del quattrocento.
Nel 1324 Manfredo Landi, uomo di fiducia dei Visconti che gli avevano concesso il governo di Castell'Arquato, è costretto a cedere Castell'Arquato al comune di Piacenza, in seguito all'abbandono di quest'ultimo da parte della nobile famiglia milanese dopo la rivolta guelfa guidata da Obizzo Landi. Il paese rimane sotto il controllo di Piacenza fino al 1336, quando torna sotto il controllo della famiglia Visconti, tramite Azzone Visconti, il quale ripristina l'autonomia degli arquatesi da Piacenza nominando podestà Galvagno de' Comini. Contemporaneamente viene eseguita la fortificazione del borgo a causa della sua importanza strategica e militare. A partire dal 1342 incomincia la costruzione della rocca, promossa dal comune di Piacenza su iniziativa di Luchino Visconti. Negli anni successivi, insieme a tutto il territorio visconteo, Castell'Arquato è soggetta ad aspre lotte per la successione dopo la morte di Luchino Visconti prima e di suo fratello Giovanni poi.
Nel 1403 Giovanni Maria Visconti concede a Borromeo de' Borromei e alla sua discendenza l'investitura dei poteri feudali, comprendenti le rendite fiscali collegate, su Castell'Arquato. L'anno successivo Borromei tradisce i Visconti, schierandosi con Carlo VI di Francia e rendendo il borgo un feudo regio. Successivamente Castell'Arquato viene conquistato da Francesco e Giovanni Scotti che mantengono il potere fino al 1414 quando, sotto la minaccia dalla famiglia Arcelli, originaria di Fiorenzuola d'Arda, decidono di cedere tutti i loro diritti agli arquatesi, che, a loro volta, li rimettono al duca di Milano Filippo Maria Visconti. A partire dal 1416 il borgo cambia nome in Castel Visconti, mantenuto fino al 1470.
Nel 1438 il Duca Filippo Maria Visconti, investe il capitano di ventura Niccolò Piccinino del feudo arquatese. Durante il suo governo si assiste alla promulgazione degli statuti comunali: gli Statuta et decreta Terrae Castri Arquati. Dopo il condottiero Niccolò, il feudo rimane alla famiglia Piccinino attraverso i figli Francesco e Jacopo. Nel 1447 Francesco I Sforza, viene nominato, dalla "Repubblica Ambrosiana, signore di Piacenza e del contado e, dalla stessa, nel 1450, 4º Duca di Milano; lo Sforza investe del feudo arquatese prima Bartolomeo Colleoni, nel 1453 e poi, in seguito al passaggio del Colleoni al servizio della repubblica di Venezia, a Sceva da Corte, e nel 1455 a Tiberto Brandolini da Forlì. Il feudo rimane ai Brandolini, a Tiberto e poi ai suoi due figli, fino al 1466.
Nel 1466, alla morte di Francesco, il feudo viene inizialmente concesso e poi definitivamente venduto dalla moglie Bianca Maria Sforza al cognato Bosio I Sforza, conte di Santa Flora.

### Età moderna

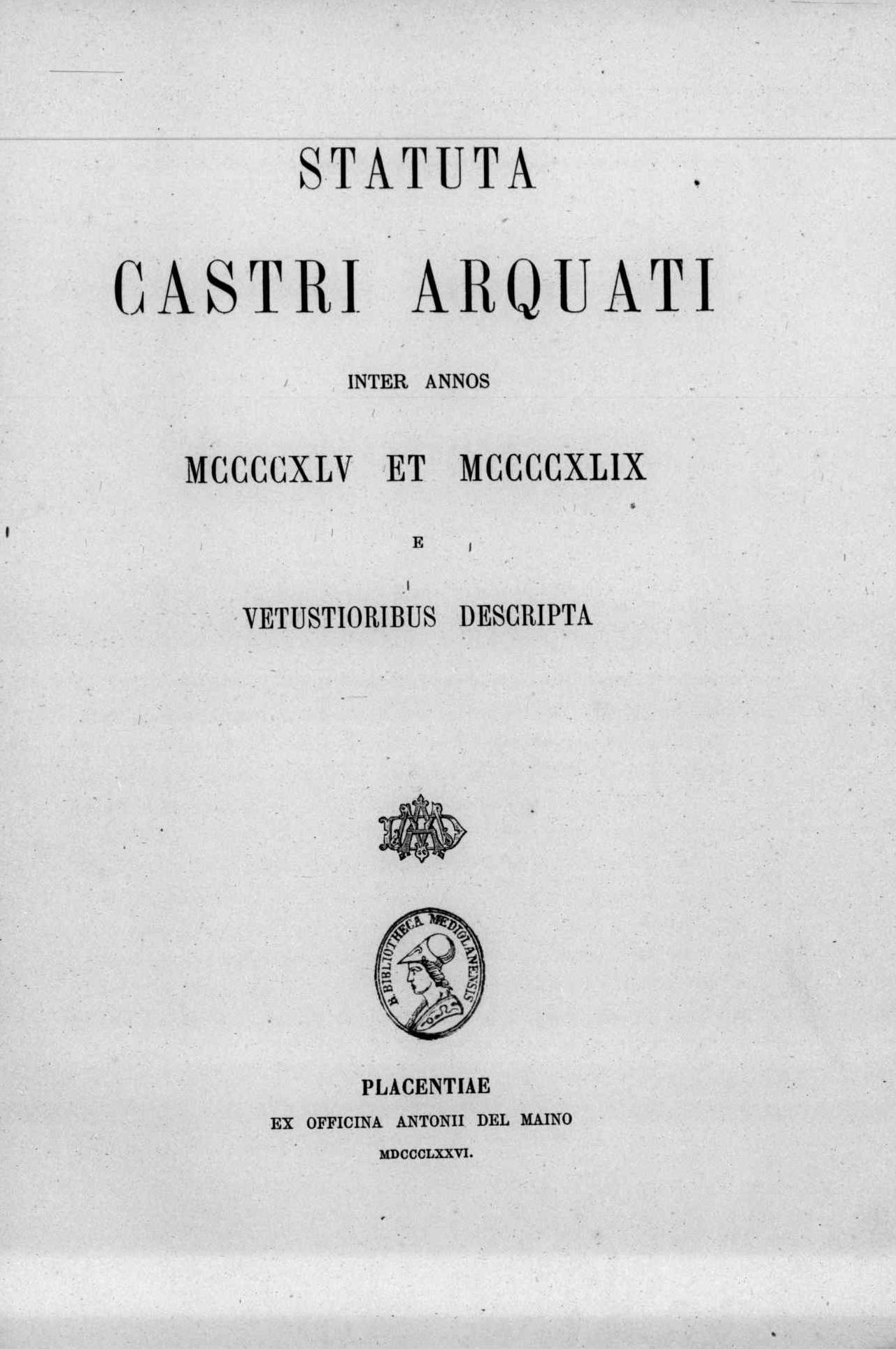
Gli statuti di Castell'Arquato dal 1545 (Statuta Castri Arquati), 1876

Nel 1499, con la discesa dei francesi in Italia, Castell'Arquato passa sotto il loro dominio, venendo amministrato prima da Pierre de Rohan, con il titolo di Gran Marescalco del Cristianissimo Lodovico Re di Francia, che lo delega, a sua volta, al podestà Francesco Torti e poi al Marescalco Gian Giacomo Trivulzio. Terminato il dominio francese, il borgo entra a far parte dello stato pontificio per essere poi riassegnato a Francesco Sforza di Santa Flora nel 1512.
Nel 1531 sale al potere Bosio II Sforza; dopo la sua morte, nel 1533, la cittadinanza locale afferma la fedeltà alla moglie Costanza Farnese. Nel 1541 papa Paolo III Farnese, padre di Costanza, concede al borgo l'indipendenza dal comune di Piacenza, cancellata dal suo predecessore Clemente VII nel 1530. Il pontefice rende anche visita al borgo nella primavera del 1543 in cui è acclamato dalla popolazione, riconoscente per il ripristino dell'indipendenza da Piacenza con i conseguenti vantaggi economici. Nel 1545 sale al potere Sforza Sforza, figlio di Francesco; durante il suo regno Ottavio Farnese eleva Castell'Arquato a marchesato. A Sforza succederà il figlio, cardinale Francesco Sforza. Il potere della dinastia Sforza termina nel 1707, allorché il territorio arquatese diviene parte del ducato di Parma e Piacenza, di cui segue la storia fino all'unità d'Italia.

### Età contemporanea
Il borgo non ha subito modifiche degne di nota sino agli anni '50. Nei decenni successivi le diverse amministrazioni hanno incentivato un cospicuo sviluppo urbanistico ai piedi del borgo antico, che si è esteso alle superfici agricole circostanti e a cui ha corrisposto un iniziale spopolamento e un successivo recupero architettonico del nucleo storico originario anche grazie all'utilizzo turistico delle seconde case.

### Simboli
Lo stemma del comune è stato riconosciuto con decreto del capo del Governo del 15 agosto 1929 e presenta una complessa figurazione, nella quale si possono riconoscere diversi simboli legati al passato del borgo.
Il castello è un richiamo al centro storico fortificato e protetto dalle mura; i colori bianco (argento) e rosso sono un richiamo ai colori presenti nello stemma di Piacenza, mentre il leone d'oro è l'emblema originario della famiglia Sforza, in particolare del ramo cadetto di Santa Fiora che resse il feudo di Castell'Arquato dall'inizio del Cinquecento al Settecento, che è rappresentata come "protettrice" della Rocca arquatese. Le due stelle d'oro a sei punte derivano dalle armi della famiglia dei conti Scotti, mentre il giglio d'oro è riferito alla casata dei Farnese, famiglia ducale di Parma.
Il gonfalone è un drappo di rosso.

## Monumenti e luoghi d'interesse

### Architetture religiose

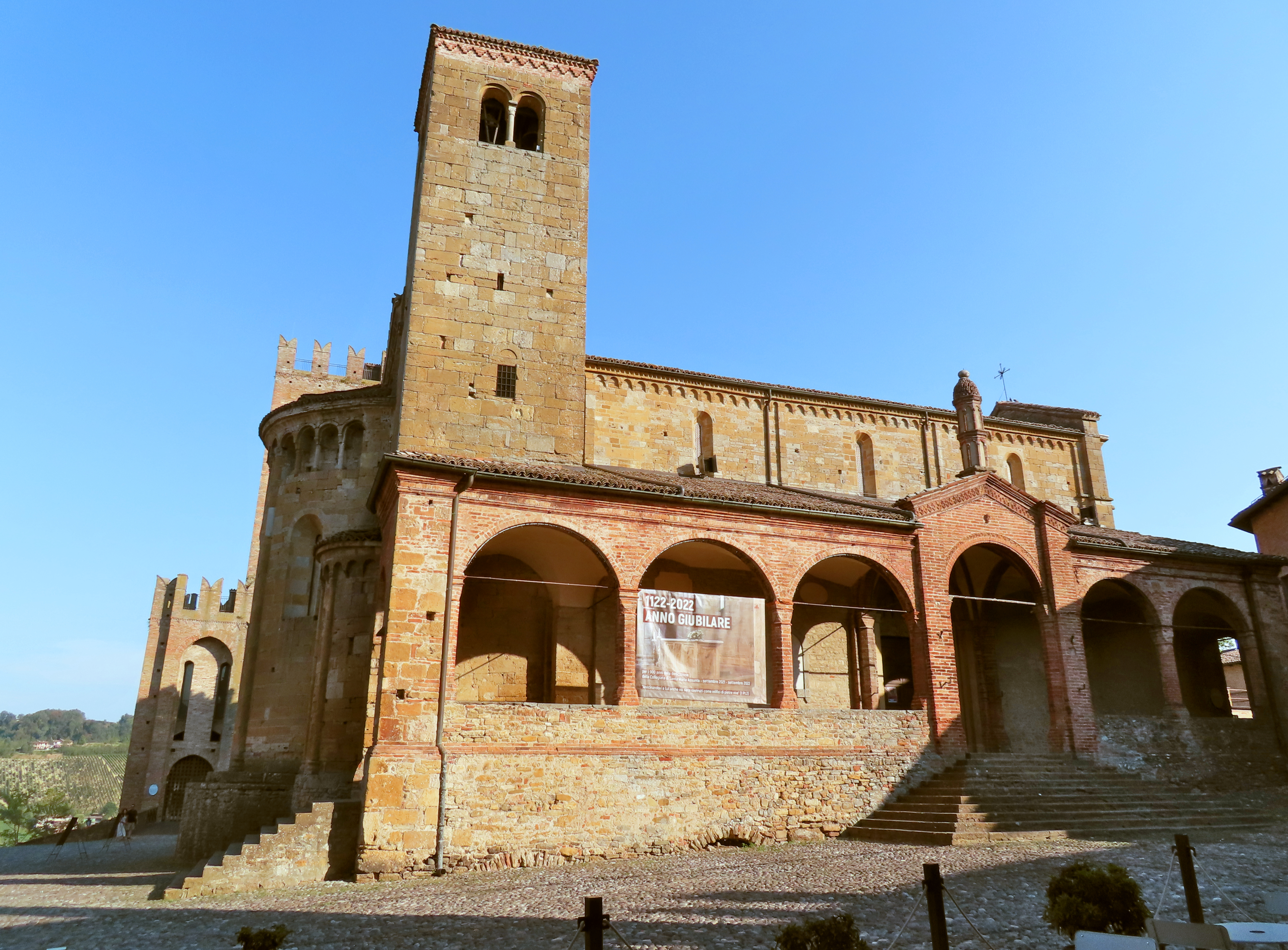
Collegiata di Santa Maria Assunta

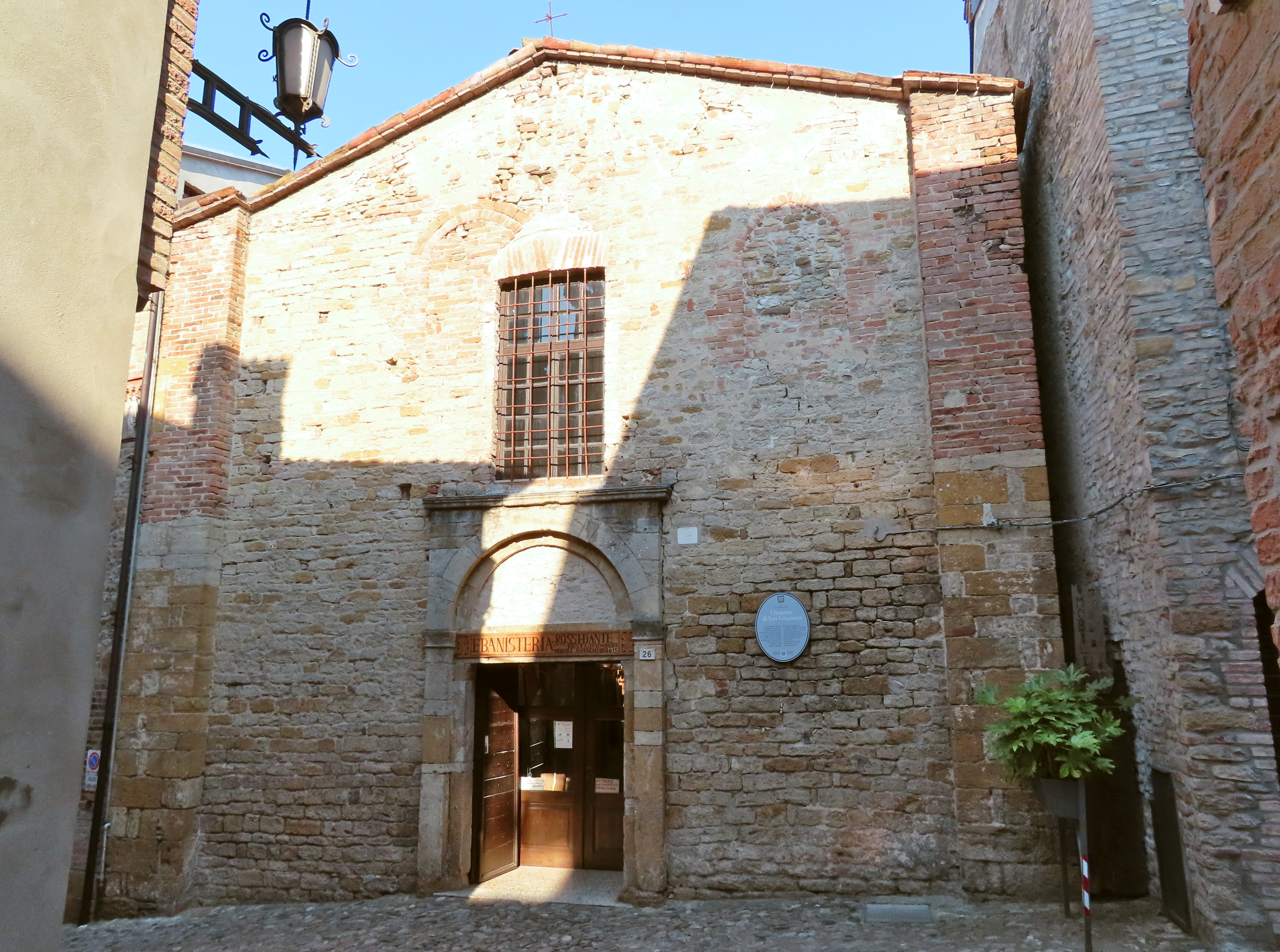
Oratorio di San Giacomo

Collegiata di Santa MariaSorta nel 1122 sul luogo occupato da una precedente chiesa risalente al 758 e crollata a seguito di un terremoto nel 1117, presenta tre navate e due accessi: uno nella facciata e uno sul lato nord. Il campanile, originariamente non previsto nel progetto e aggiunto nel XIII secolo, si trova sopra la navata inferiore di sinistra. La chiesa subì pesanti interventi di restauro tra il settecento e la prima metà del novecento: nel settecento l'interno venne intonacato completamente, una volta decorata con stucchi andò a sostituire il tetto a capriate e finestre di forma rettangolare presero il posto delle monofore. Gli interventi del novecento, guidati dall'arciprete Cagnoni, portarono alla riscoperta degli affreschi quattrocenteschi situati nella cappella di santa Caterina, la ricostruzione della loggetta dedicata a san Giovanni e della quarta absidiola contenente al suo interno una vasca ad immersione risalente all'VIII secolo, il ripristino degli absidi minori, il rifacimento della facciata e il recupero del soffitto a capriate.

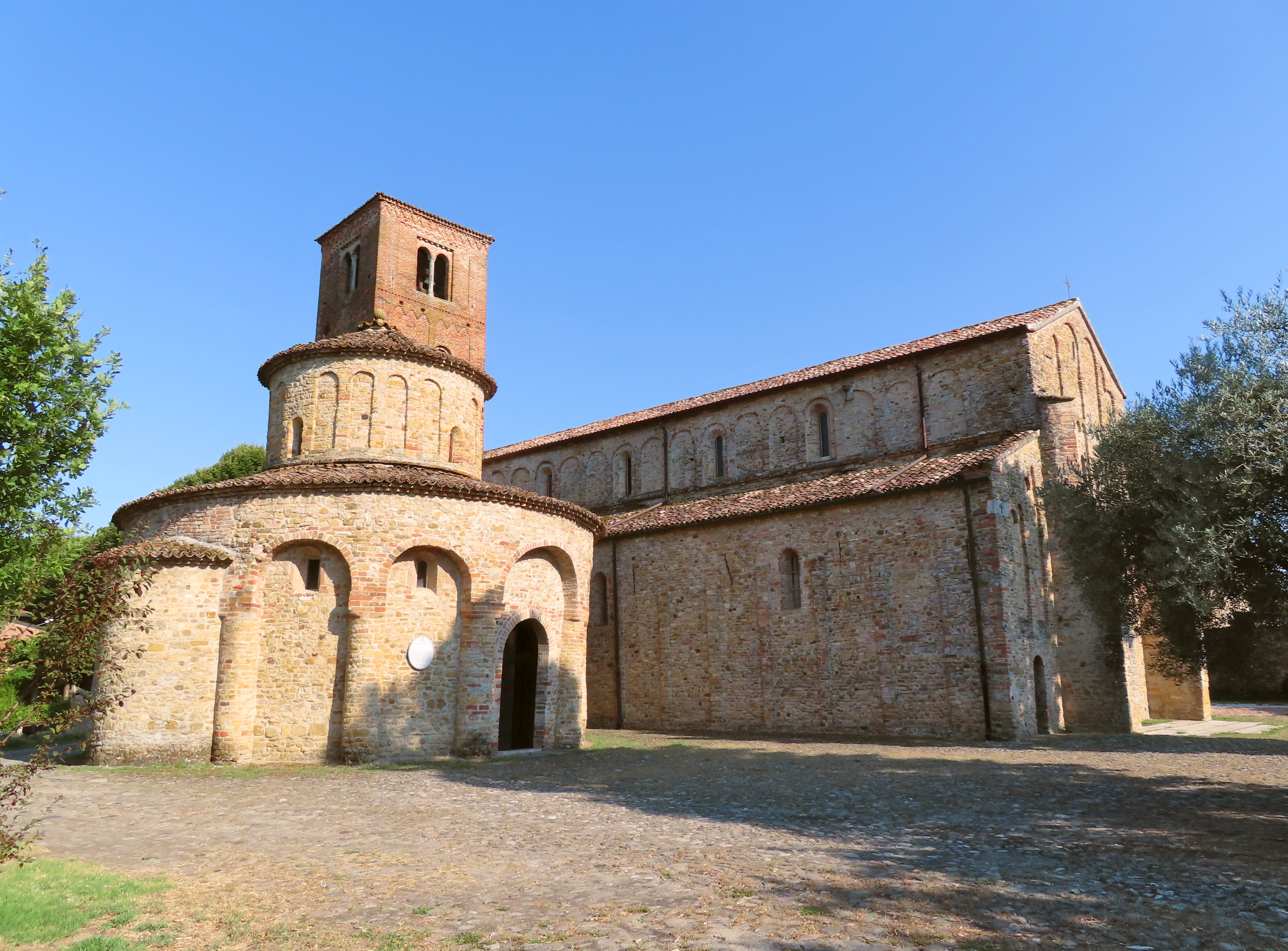
Basilica di San Giovanni e battistero

Basilica di San Giovanni e battisteroSituato nella frazione di Vigolo Marchese, all'imbocco della val Chiavenna, a pochi chilometri dal capoluogo sulla strada verso Carpaneto Piacentino, il complesso è formato dal battistero e dalla basilica. Il primo è di forma circolare. Probabilmente sorse come piccolo tempio pagano in epoca romana; successivamente fu intitolato a santo Stefano e divenne infine battistero. L'interno è diviso su due livelli e conserva alcuni frammenti dei vecchi affreschi. La basilica risale al 1008 quando venne fatta costruire dal marchese Uberto d'Orta. Costruita in pietra e laterizio, è a pianta basilicale a tre navate. Il campanile nacque come torre militare e venne riadattato successivamente alla funzione religiosa.

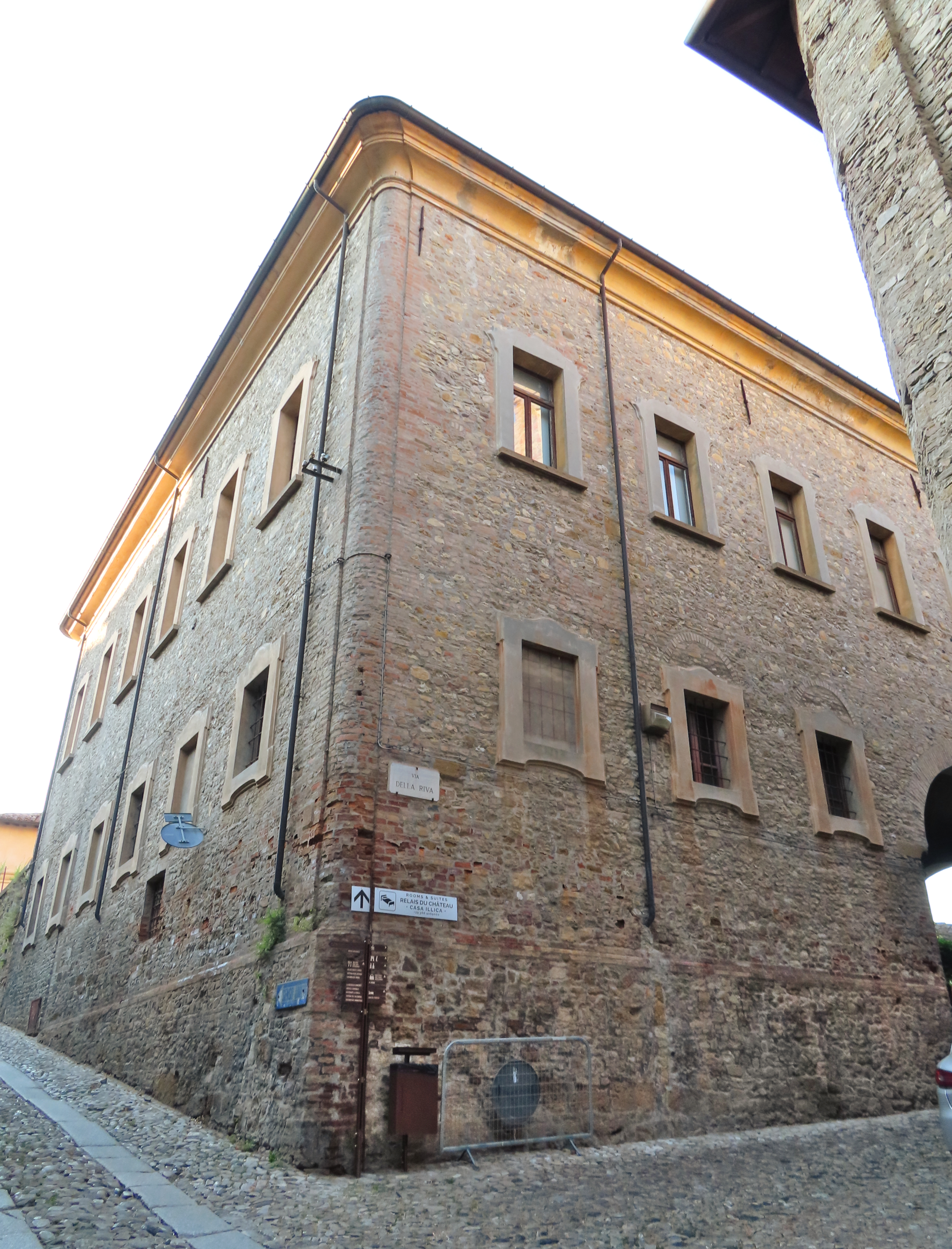
Ospedale Santo Spirito

Ospedale di Santo SpiritoSituato nei pressi della piazza del Municipio, da cui vi si accede scendendo una scalinata, l'antico ospitale di Santo Spirito, documentato come ente già nel 1272, sorse per fornire ospitalità ai pellegrini che percorrevano una variante della via Francigena passante per il borgo. L'edificio, risalente al cinquecento, possiede gli ultimi portici connessi alla via, superstiti dell'intero borgo. L’interno presenta una volta affrescata nel salone principale e la sala del camino, caratterizzata dal soffitto a cassettoni. È sede del museo geologico G. Cortesi.

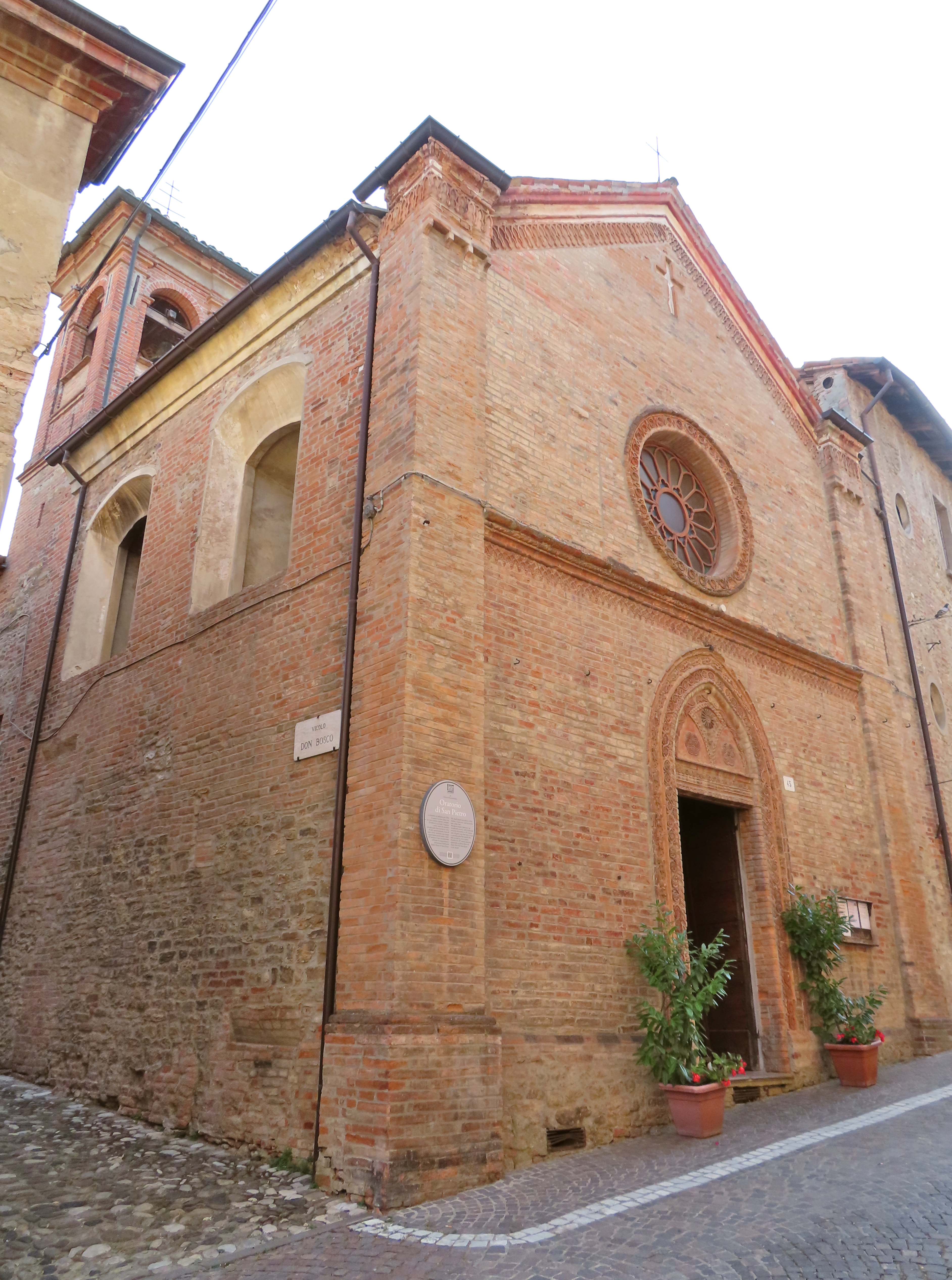
Oratorio di San Pietro

Chiesa di San PietroCostruita a partire dal 1594, venne in seguito allargata dopo la demolizione di alcuni locali ad essa collegati, con la realizzazione di un transetto laterale di dimensioni decisamente considerevoli rispetto al resto dell'edificio. Tra il XVIII e il XIX secolo l'interno venne decorato con diversi affreschi. La costruzione ha una struttura a croce latina a navata singola con quattro campate. La facciata a capanna, realizzata in stile gotico, presenta pilastri a base quadrangolare sugli estremi e un unico portale ad arco a sesto acuto, sopra a cui si trova il rosone. Nel braccio destro del transetto si trova il monumento funebre di Sforza Sforza, realizzato in marmo.

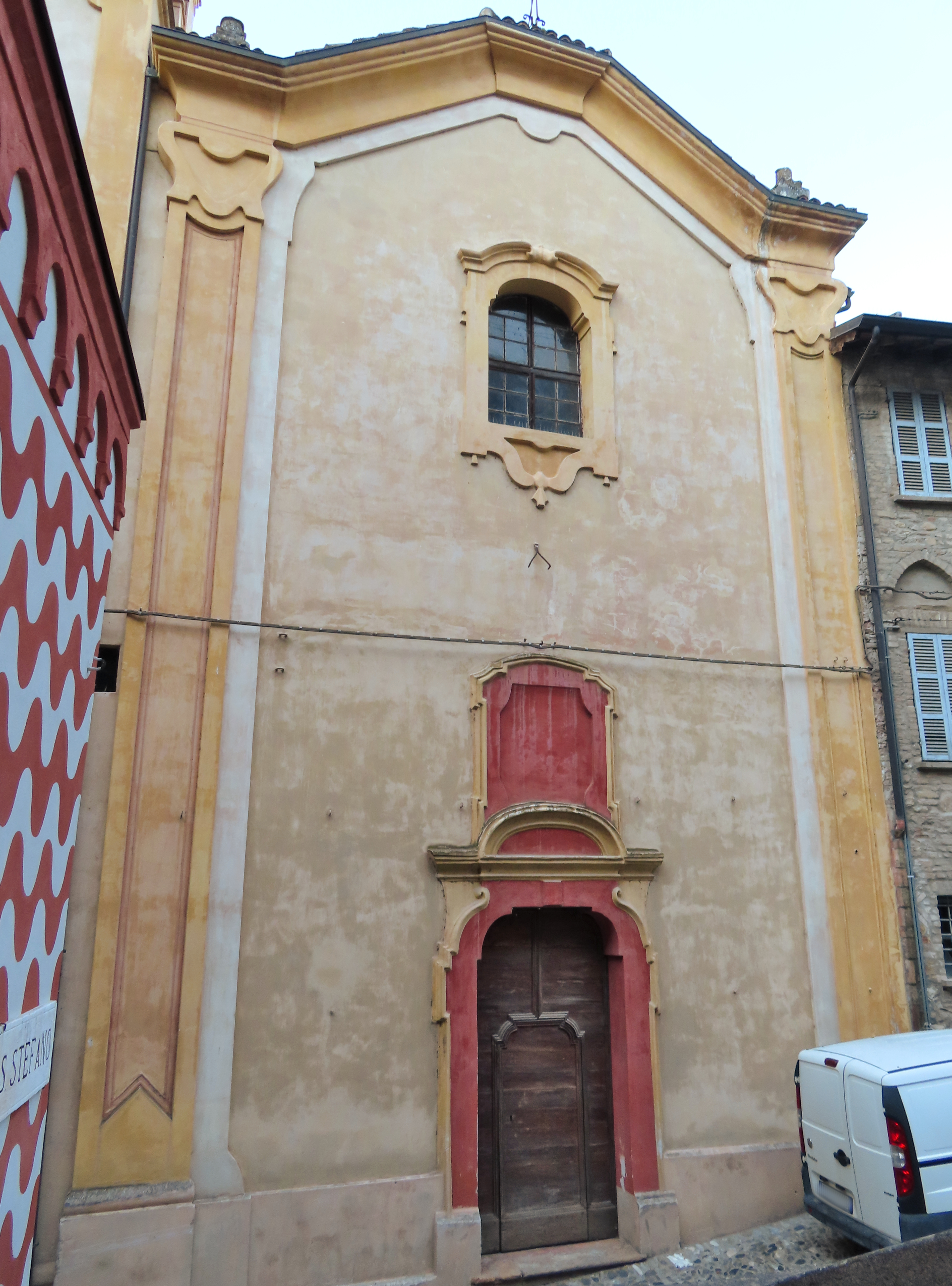
Chiesa di Santo Stefano

Chiesa di Santo StefanoCostruita nel XVIII secolo per volontà della confraternita del Gonfalone in sostituzione di una preesistente costruzione medievale. Nel 1749 la chiesa ottenne il titolo di cappella ducale. La volta del presbiterio e la cupola vennero affrescate nel 1802 dal pittore Vincenzo Fiacelli. La facciata, in stile barocco, presenta delle lesene angolari e un unico portale di accesso, a sesto ribassato. Addossato alla facciata, sulla sinistra, si trova il campanile a quattro ordini distinti tramite cornici marcapiano e struttura a base quadrata. L'interno si caratterizza per la presenza di una navata singola di forma quadrata con volta a padiglione.
Chiesa della Santissima TrinitàEdificio costruito nel 1770 e posto di fianco al cinquecentesco ospedale di Santo Spirito, venne in seguito sconsacrata.
Oratorio di San GiacomoCostruito a partire dalla metà del XIII secolo per volere del vescovo di Ventimiglia Jacopo, il quale, originario di Castell'Arquato, decise di omaggiare la sua città finanziando la costruzione dell'edificio. Ha una facciata a capanna con portale singolo dotato di architrave retto da capitelli decorato da piccole palme stilizzate. L'interno presenta una navata singola con volte a crociera. Dopo la sconsacrazione è diventato sede del laboratorio di un ebanista.

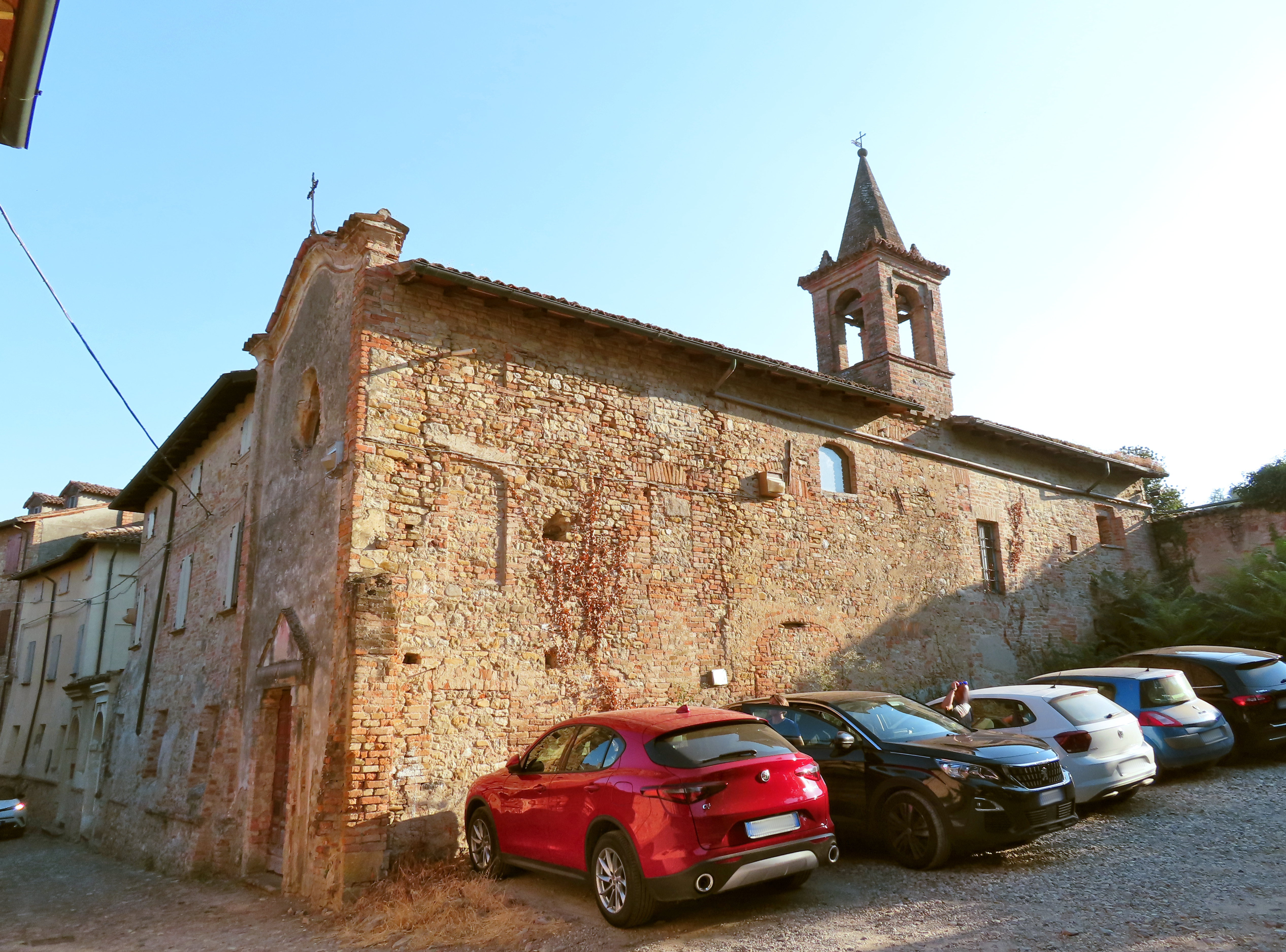
Oratorio di San Nicolò

Oratorio di San NicolòPiccolo edificio religioso di fianco al conservatorio Villaggi, costruito nel XIII secolo. La torre campanaria si caratterizza per una copertura conica.
Oratorio della Madonna della CimaInizialmente consacrato all'Immacolata Concezione, è posto nella parte alta del centro abitato, nei pressi del cimitero. Le prime notizie riguardo alla sua presenza risalgono al XVI secolo. SI caratterizza per una pianta rettangolare con copertura voltata a crociera. La facciata a capanna è realizzata in laterizio e ha un unico portale di accesso a sesto acuto. Il campanile ha alcune affinità con quello della collegiata, come le quattro finestre a tutto sesto di coronamento.
Collegio di Santa DoroteaCollegio che ospita una residenza delle suore maestre di Santa Dorotea, le cui origini sono aperte a diverse ipotesi: l'edificio potrebbe essere nato inglobando la canonica dell'originaria chiesa di San Nicolò, come testimoniato dalla presenza all'interno di alcuni resti di affreschi quattrocenteschi, nonché di un affresco, successivamente ridipinto, raffigurante un santo barbuto riconducibile a san Nicola. Secondo un'altra ipotesi, l'edificio avrebbe potuto inglobare non la canonica, ma l'originale chiesa di San Nicolò.
Casa Vassalli RemondiniEdificio situato nei pressi della porta di Sasso, dal XVI secolo fu utilizzato da parte dei frati francescani; nella seconda parte del XVIII secolo venne aggiunta al complesso una chiesa, consacrata alla Santissima Annunciata. Dal 1874 la struttura ha ospitato una casa di riposo per anziani. Con il trasferimento della casa di riposo in una nuova sede nel 2014, l'edificio ospita alcuni appartamenti per anziani autosufficienti e la sede della Fondazione Vassalli-Remondini-Belforti-Barani.

### Architetture civili

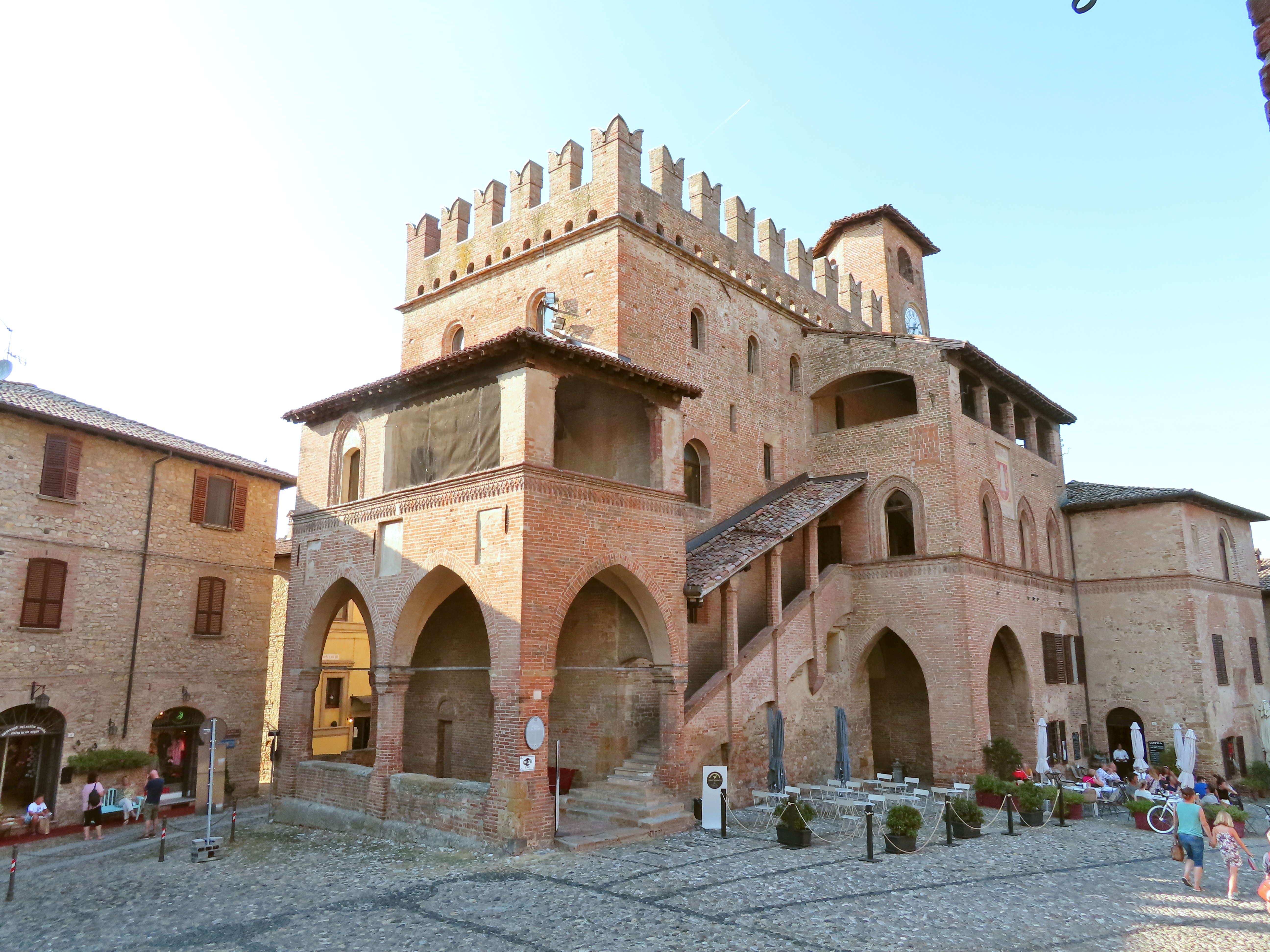
Palazzo del Podestà

#### Palazzo del Podestà
La costruzione fu voluta da Alberto Scotti nel 1292. Successivamente il palazzo fu sede del governo del podestà e abitazione del conte di Santa Fiora; dalla fine del cinquecento al 1850 fu sede della pretura. La parte duecentesca dell'edificio, interamente realizzato con mattoni in cotto, è il blocco di tre piani costellato da merli a coda di rondine. La scala, i pilastrini e la tettoia esterna sono aggiunte quattrocentesche. In mezzo alle finestre è affrescato lo stemma della Communitas Castri Arquati con due leoni controrampanti e un castello merlato. Verso il lato corto dell'edificio si trova la loggia dei Notari, adibita a sede dell'ufficio informazioni turistiche, sormontata da una loggetta ad angolo detta "delle grida", perché da qui venivano proclamati gli editti comunali. Una torre con due orologi, uno affacciato alla piazza e uno al borgo, sovrasta l'edificio. All'interno, nella grande sala consigliare, è possibile ammirare il soffitto a cassettoni completamente dipinto. L'interno conserva un ciclo pittorico realizzato in stile neogotico nel 1893 da Antonio Malchiodi. Il palazzo del Podestà viene utilizzato per ospitare mostre di vario genere.

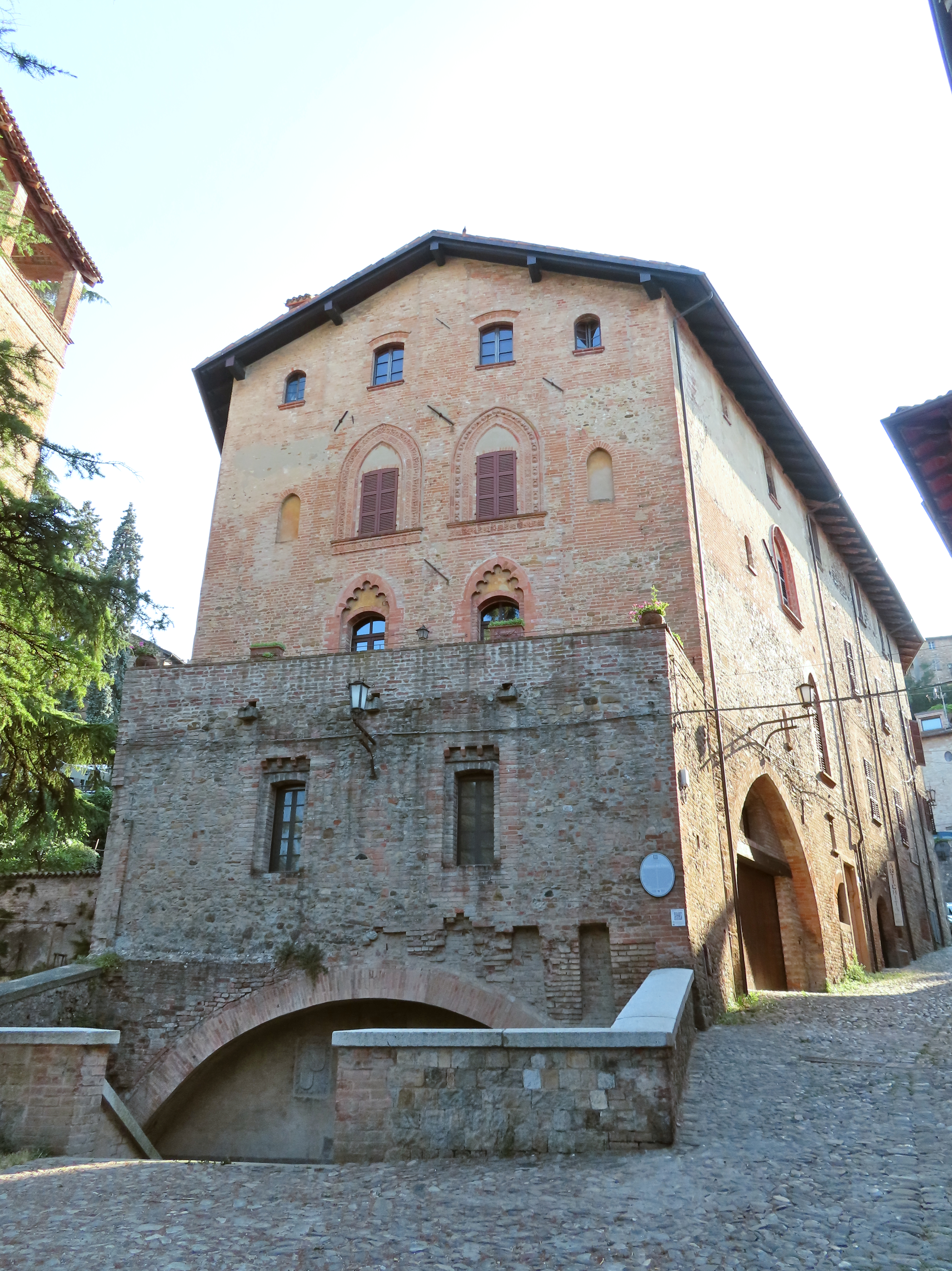
Palazzo del duca

#### Palazzo del Duca
Costruito nel 1292 da Alberto Scotti come palazzo di giustizia, deve la sua denominazione al fatto che nella prima metà del seicento divenne la residenza dei duchi Sforza. In un piccolo bassorilievo al piano terra è presente il braccio armato di spada, o brando, parte dello stemma della famiglia Brandolini, detentrice del potere a Castell'Arquato tra il 1455 e il 1466. Al di sotto del palazzo si trovano le fontane del duca con otto bocche in bronzo a forma di testa di animale. Di fianco alle cannelle era presente un lavatoio, dove fino agli inizi del novecento le donne del borgo erano solite far fare il bagno ai bambini e fare il bucato, mentre era proibito portare gli animali ad abbeverarsi per non deturpare la purezza dell'acqua.

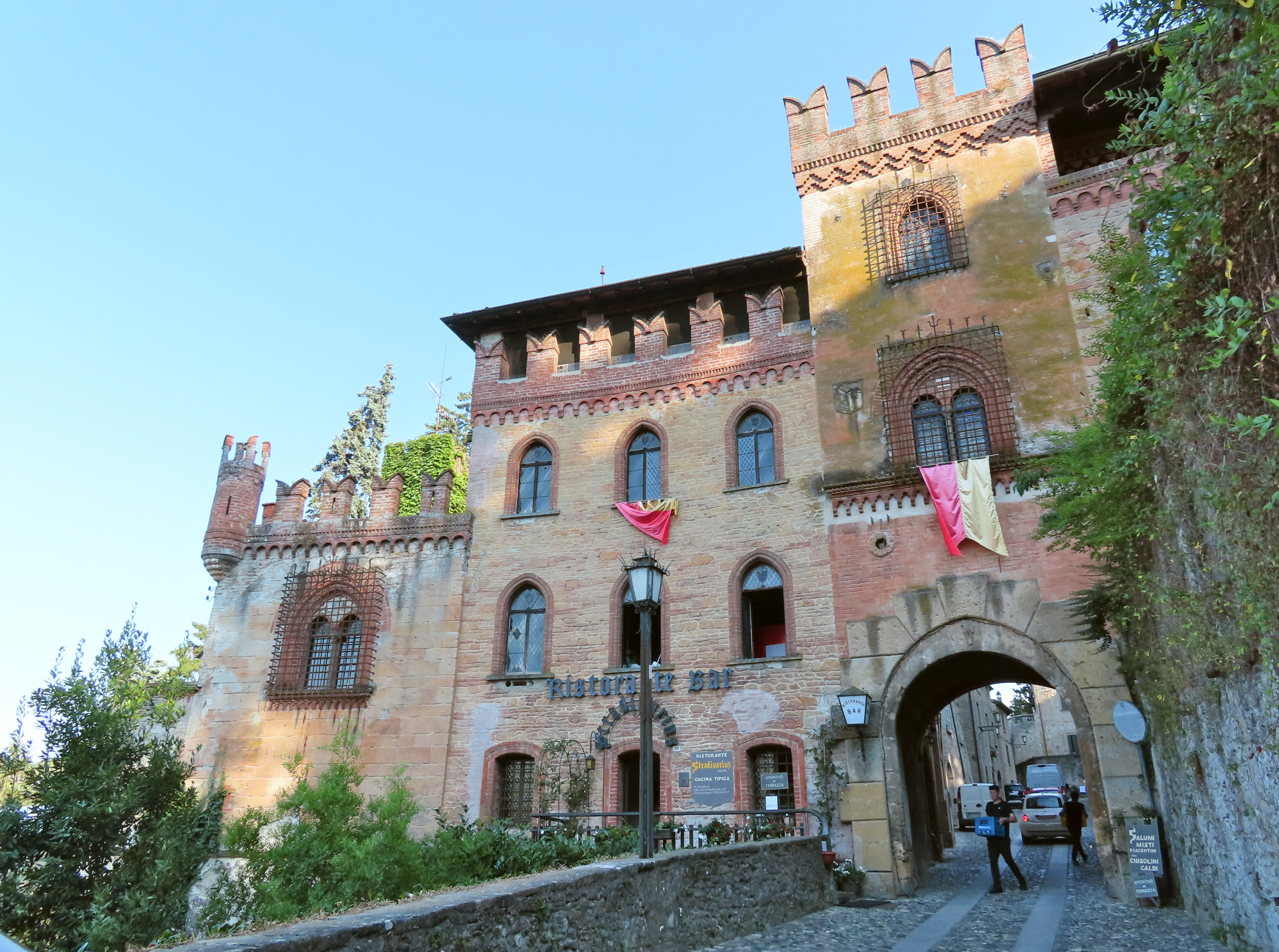
Palazzo Stradivari

#### Palazzo Stradivari
Costruito nel 1880, il palazzo fu eretto come residenza signorile da alcuni discendenti di Antonio Stradivari.

#### Ostello Conservatorio Villaggi
Costruzione sorta tra il 1663 e il 1700 su ordine del capitano Francesco Guarnieri per volontà dello zio don Francesco Villaggi. Inizialmente era un convento di clausura per le suore dette "Luigine"; successivamente divenne un conservatorio per ragazze indigenti della val d'Arda e poi una scuola. Nei primi anni del 2000 assunse le funzioni di ostello, poi fu chiuso.

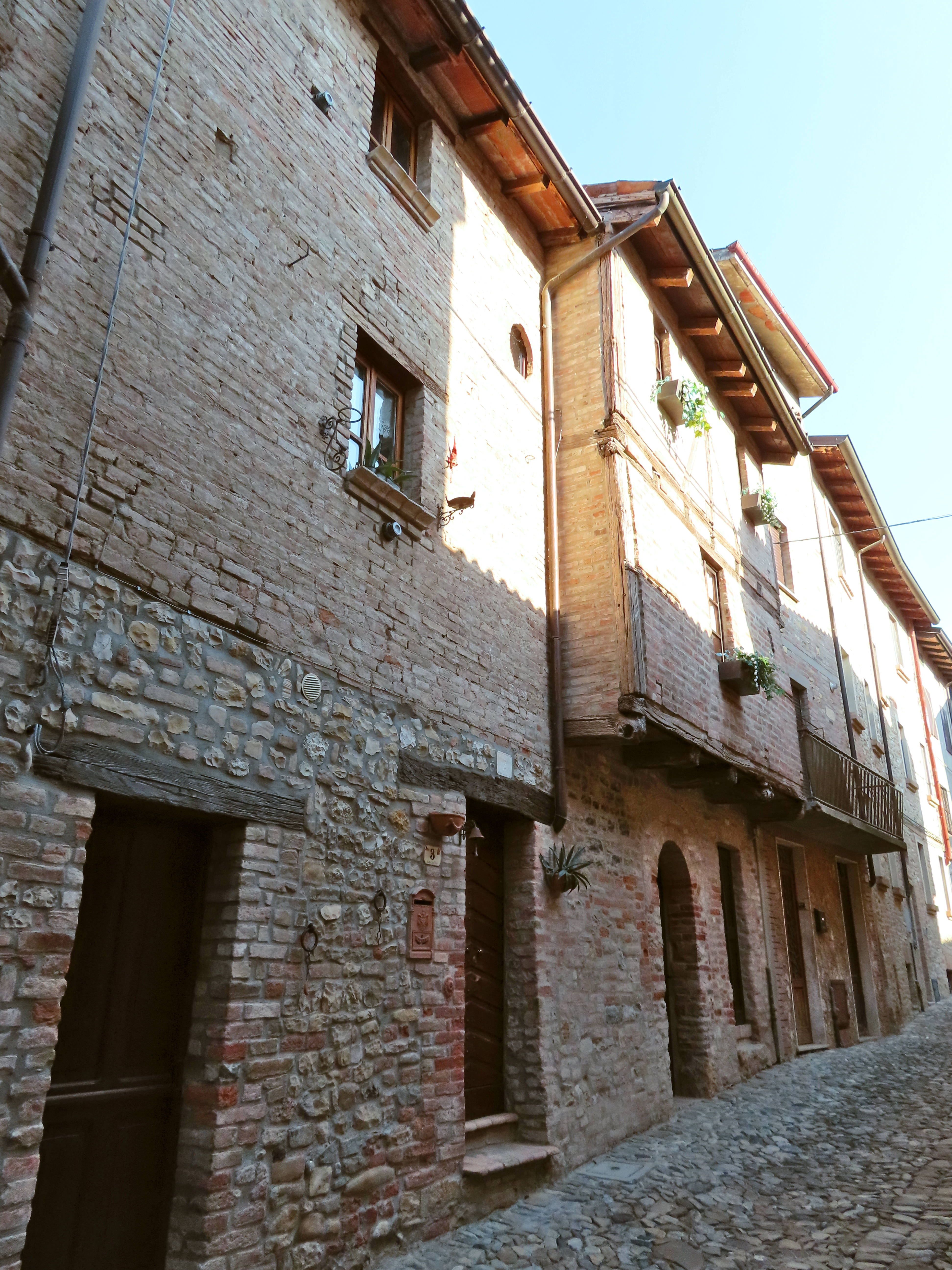
Casa medievale

#### Casa medievale
Situata nei pressi della chiesa di San Pietro, è uno dei pochi esempi di costruzione tardomedievale rimasta nel borgo antico; risalente al XV secolo, ha una facciata realizzata in materiale laterizio con travi lignee portanti.

### Architetture militari

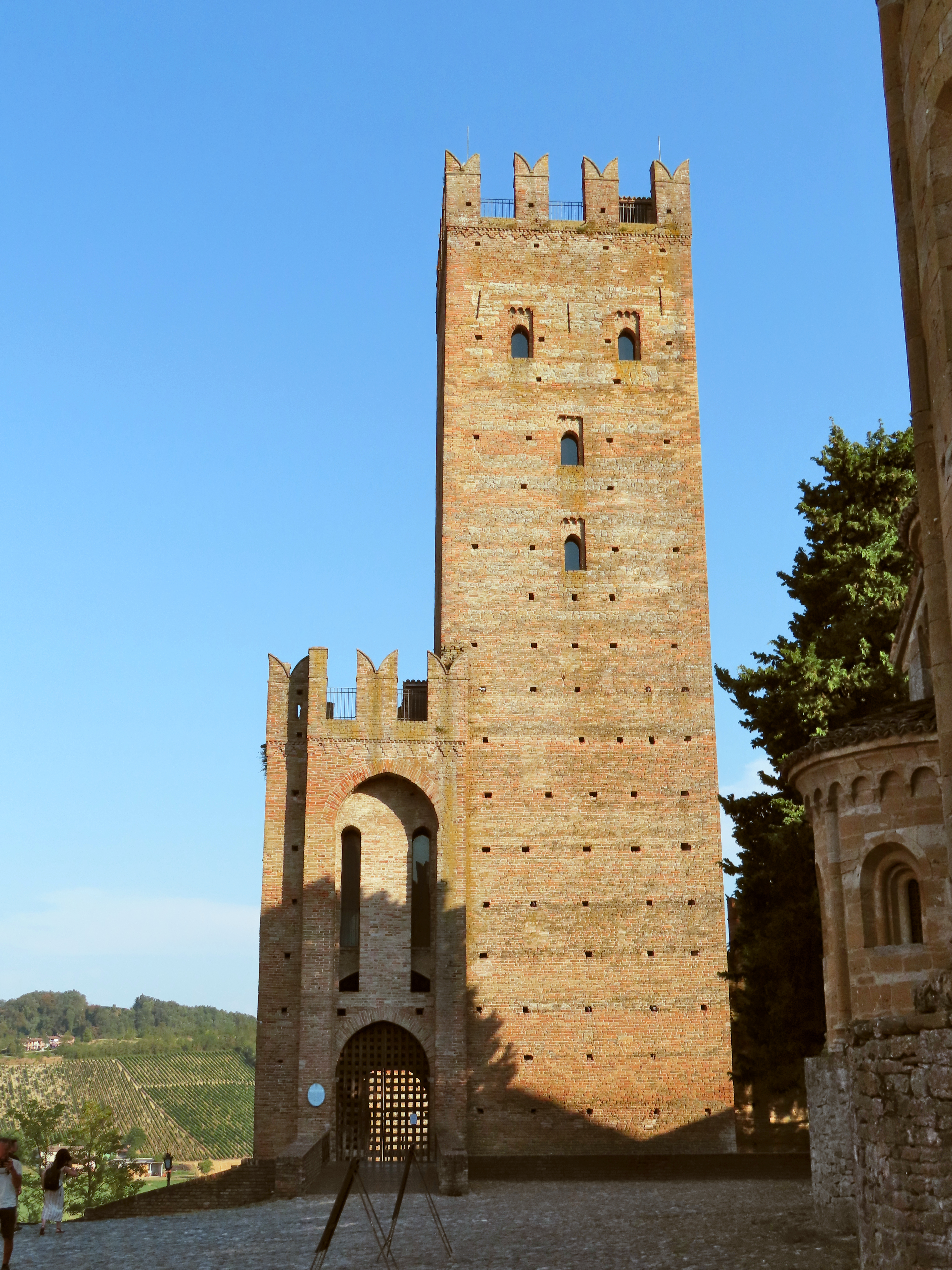
Rocca Viscontea

#### Rocca Viscontea
La rocca, sorta su fondazioni precedenti tra il 1342 e il 1349 per volontà di Luchino Visconti, era adibita a sede della guarnigione militare. Ha un impianto planimetrico quadrangolare con quattro torri quadrate poste ai vertici, circondata da un fossato solcato da due ingressi. Tutto il complesso è dominato dal mastio, alto 42 metri. Torri e cortine si presentano a filo, cioè prive di apparato a sporgere: l'edificio non fu, infatti, adeguato a nuove tecniche di difesa dopo la costruzione. Il mastio, o torre principale, è l'unica torre articolata su quattro lati, a differenza delle altre che si presentano "a scudo", ossia su tre lati per permettere il controllo della guarnigione. La rocca, ancora conservata nella sua immagine di cortine-recinto, ospita al suo interno il museo di vita medioevale.

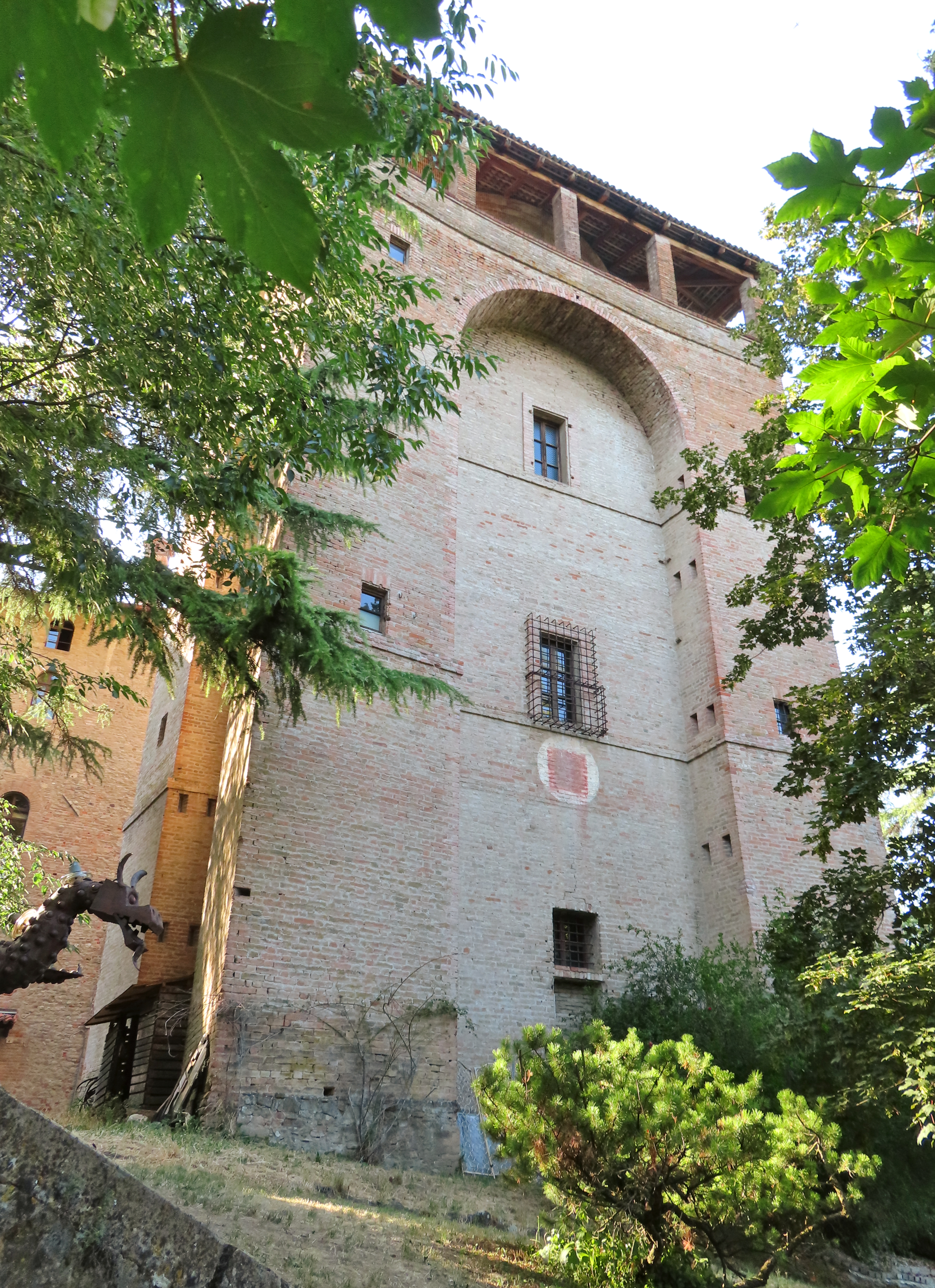
Torrione Farnese

#### Torrione Farnese
Detto anche del Duca, il torrione fu fatto erigere tra il 1527 e il 1535 per volere di Bosio II di santa Fiora e fu ultimato nel 1570 da Sforza I Sforza. Realizzato in cotto, è un imponente edificio a pianta quadrata con quattro baluardi agli angoli, che fungeva da avamposto contro le armate nemiche. Alto 20 m, all'interno si sviluppa su cinque livelli, costituiti da una stanza quadrata per piano e collegati da una scala elicoidale, che riporta agli schemi architettonici di Michelangelo e del Vignola. Nel secondo dopoguerra divenne sede degli studi portati avanti dall'intellettuale Aldo Braibanti. Dopo essere stato abbandonato per molti anni, è stato adibito a sede della scuola d'Arme Gens Innominabis che si dedica allo studio e alla pratica delle tecniche di combattimento medievali. Al secondo piano, arredato come una sala riunioni-conviviale dei cavalieri, si trova un camino risalente al cinquecento.

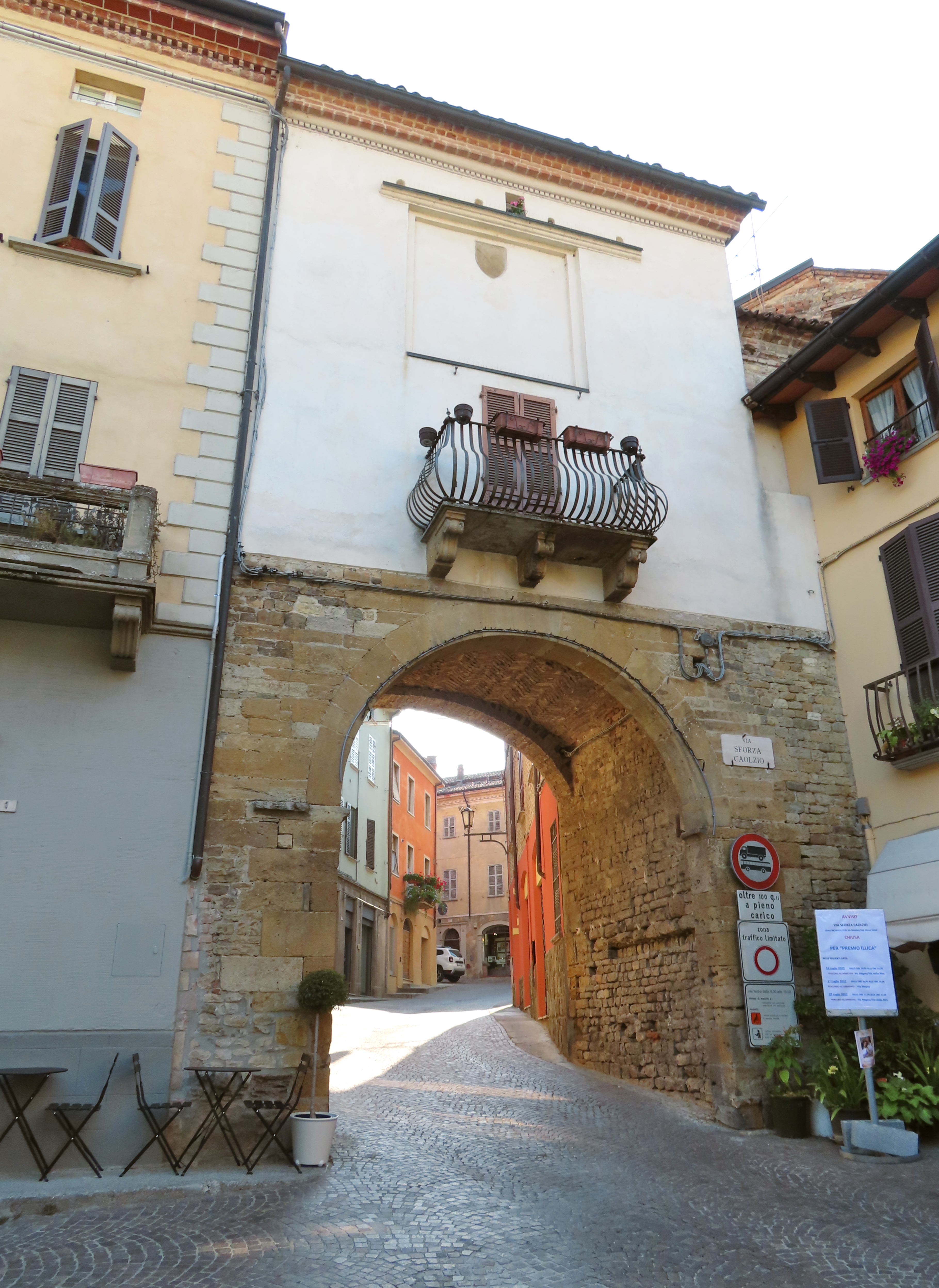
Porta di Monteguzzo

#### Porta di Monteguzzo
Originariamente parte della cinta muraria fatta erigere a partire dal 1342 per volontà di Luchino Visconti, unica delle due superstiti insieme alla porta Sotana, la porta permetteva l'accesso all'omonimo quartiere posto nella parte settentrionale del borgo. È stata pesantemente rimaneggiata nel seicento, venendo inglobata in una casa. La porta, costruita in blocchi di arenaria, presenta un'ampia volta a tutto sesto; sono visibili anche i gangheri dei battenti e gli alloggiamenti delle catene del ponte levatoio.

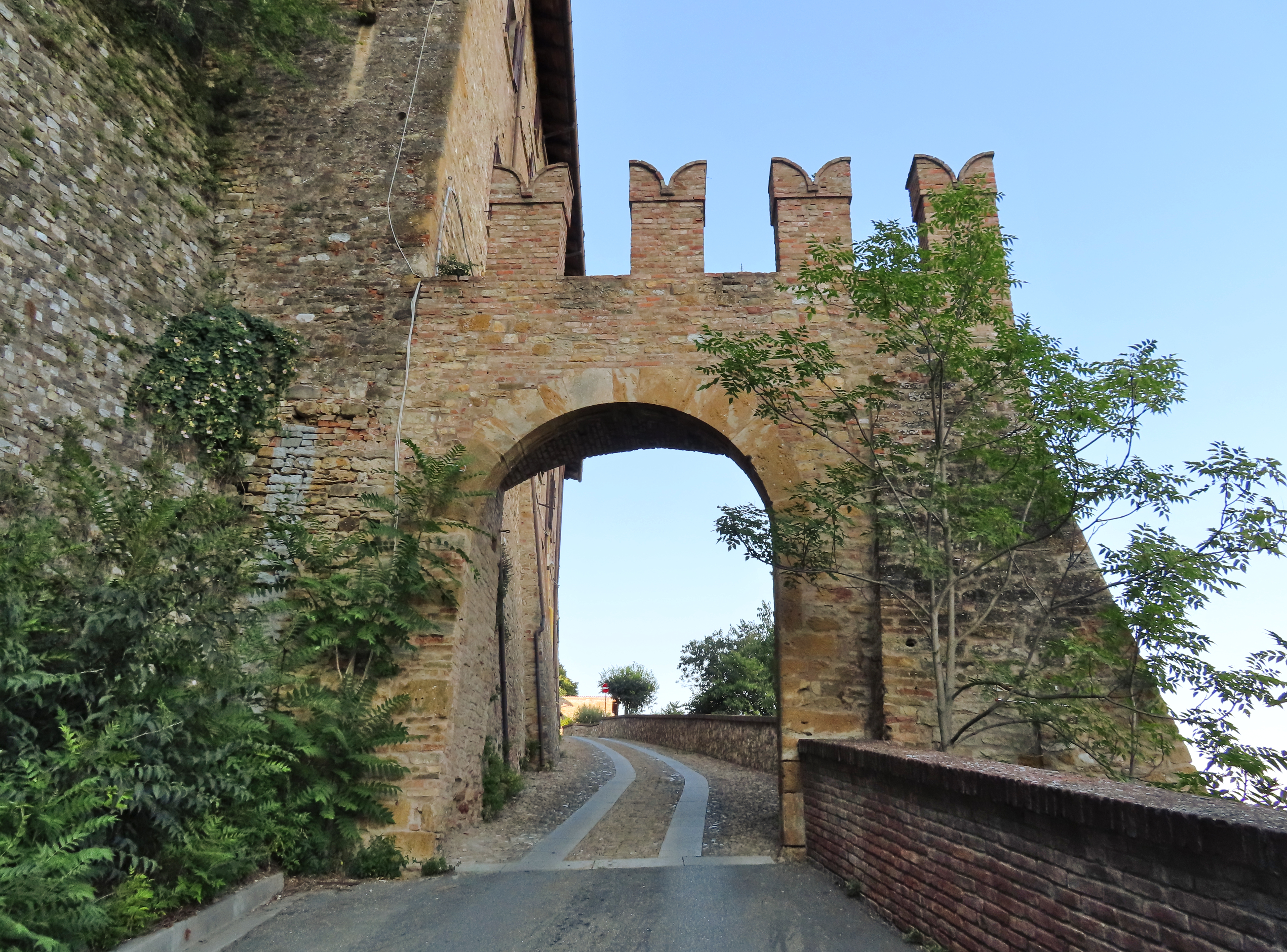
Porta di Sasso

#### Porta di Sasso/porta Sotana
La porta di Sasso, o porta Sotana, unica struttura superstite senza rimaneggiamenti della cinta muraria trecentesca, è posta all'uscita del borgo in direzione di Lugagnano, Vernasca e, più in generale, dell'alta val d'Arda. È una costruzione in pietra e mattoni, caratterizzata da un arco a tutto sesto all'esterno e a sesto ribassato all'interno, di sopra del quale si ergono cinque merli a coda di rondine.

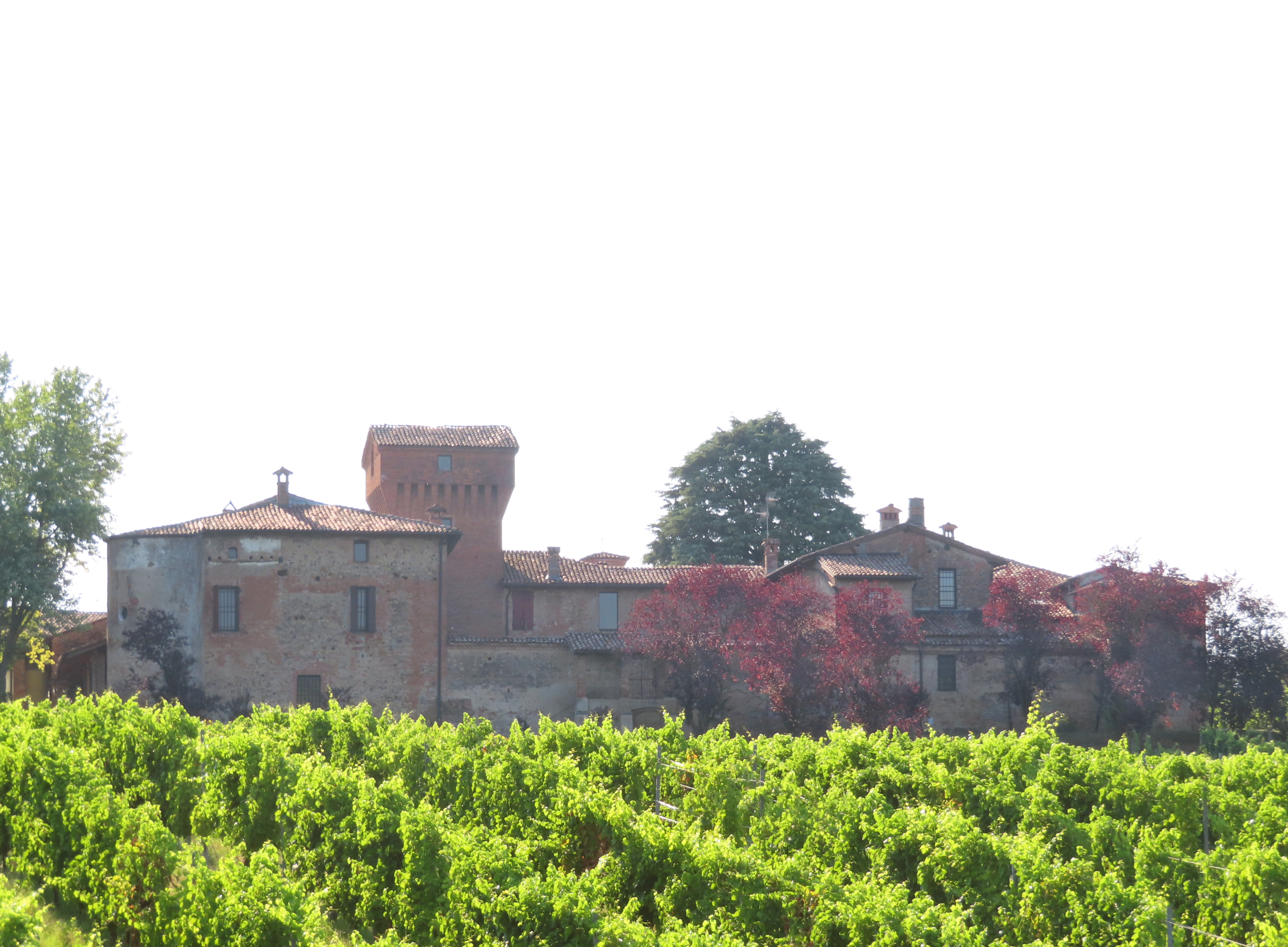
Pusterla di Vigolo Marchese

#### Pusterla di Vigolo Marchese
Il complesso, appartenuto alla famiglia Obertenga e utilizzato come rifugio da parte dei monaci benedettini della chiesa di Vigolo Marchese, sorse nella posizione in cui nel III secolo d.C. era stata realizzata una villa rustica romana. Nel quattrocento la famiglia Pusterla fece aggiungere la torre centrale dotata di caditoie e sistemò la cappella di san Giovanni. L'edificio è sede di un'azienda vitivinicola.

#### La Sforzesca
Complesso fortificato, parte del sistema difensivo arquatese verso la pianura Padana, fu di proprietà della famiglia Sforza di Santa Fiora fino al 1703, quando fu confiscato al conte Francesco, venendo successivamente comprato all'asta dal marchese Benedetto Mischi. Tra il 1818 e il 1863 la proprietà fu acquistata in due transazioni dalla famiglia Lucca, passando poi alla famiglia Verani e, infine, ai conti Manfredi. Il complesso, circondato da un giardino, si presenta in ottime condizioni di conservazione. Tuttavia ha subito negli anni diverse modifiche rispetto all'assetto originale, tra cui la distruzione di una scala elicoidale e l'aggiunta di corpi più recenti. Per tutta la lunghezza, appena sotto al tetto, la facciata è decorata da una fascia affrescata con ritratti all'interno di medaglioni e con motivi floreali cinquecenteschi.

## Società

### Evoluzione demografica
Abitanti censiti

### Etnie e minoranze straniere
Secondo i dati ISTAT al 31 dicembre 2019 la popolazione straniera residente era di 362 persone, pari al 7.93% del totale dei residenti. Le nazionalità maggiormente rappresentate in base alla loro percentuale sul totale della popolazione residente erano:
- Romania, 84 (1.84% della popolazione residente)
- Ucraina, 66 (1.45% della popolazione residente)
- India, 38 (0.83% della popolazione residente)
- Kosovo, 33 (0.72% della popolazione residente)
- Albania, 31 (0.68% della popolazione residente)

## Cultura

### Musei

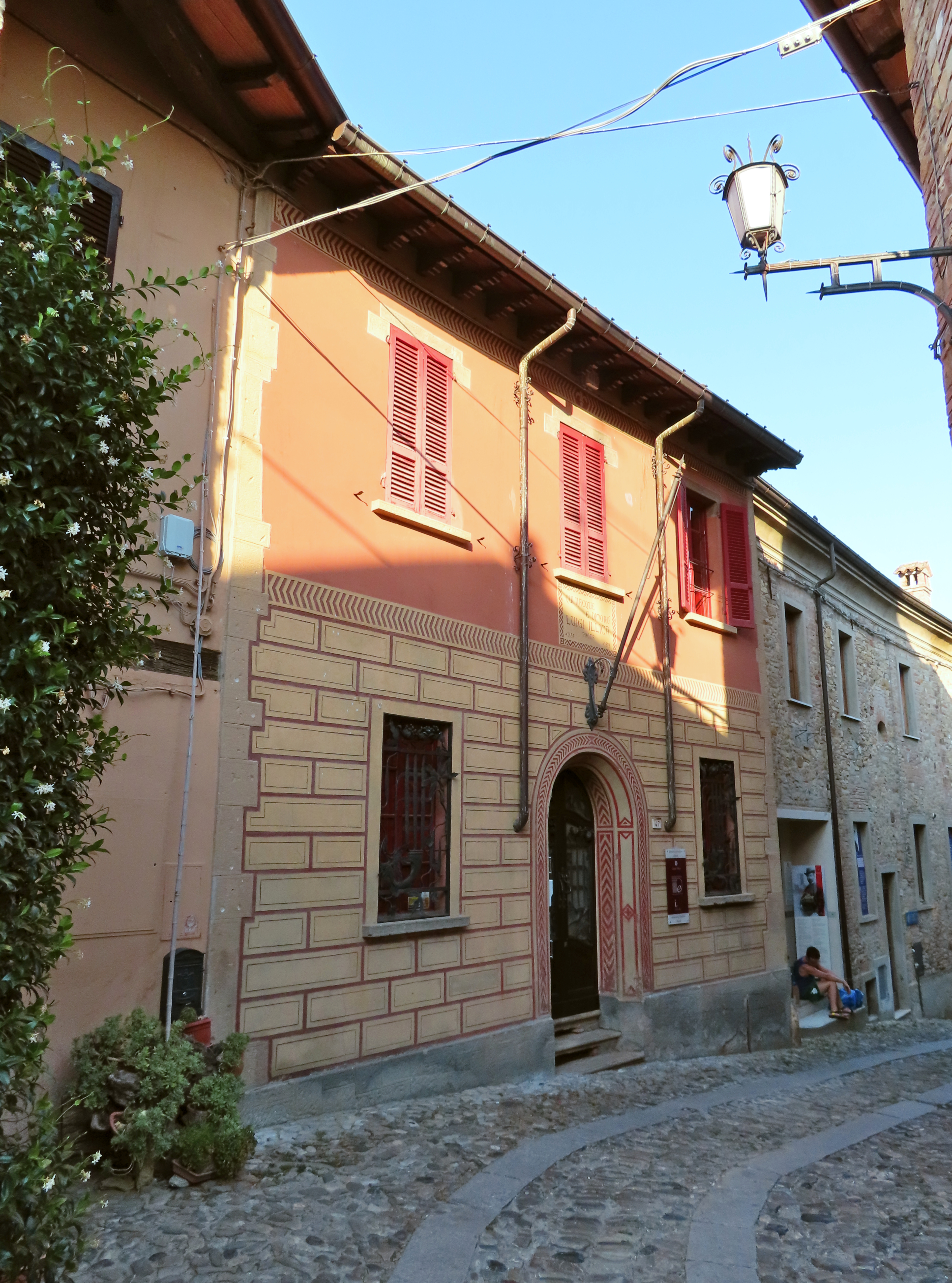
Casa Illica

- Museo Luigi Illica: dedicato al commediografo e librettista Luigi Illica e posto di fianco alla casa in cui nacque, ha quattro sezioni in cui si raccontano la vita di Illica, le sue opere, testimonianze come lettere e fotografie e, infine, alcuni materiali come spartiti e incisioni[48].
- Museo della Collegiata di Castell'Arquato: si trova nei locali adiacenti alla collegiata di santa Maria e raccoglie argenteria e arredi sacri, quadri, sculture, mobilio, codici e materiale d’archivio provenienti dalla collegiata e da altre chiese della zona. Una sezione è dedicata ai paramenti sacri, tra cui la mantellina che il pontefice Paolo III indossò durante la visita al borgo[49].
- Museo Geologico G. Cortesi: situato nei locali dell'ex ospedale Santo Spirito, conserva i resti di un cetaceo fossile ritrovato nel 1934 sui calanchi del monte Falcone, il cranio di una balenottera scoperto nel 1983 a Tabiano di Lugagnano e una collezione di molluschi fossili[50].
- Archivio musicale parrocchiale: situato presso il chiostro della collegiata, possiede un ricco corredo di partiture musicali che il musicologo Mario Genesi ha dimostrato essere correlabile all'entourage della famiglia Farnese regnante sul ducato di Parma e Piacenza. In particolare, Genesi ha catalogato la sezione manoscritta da tasto e corale, dietro indicazioni del musicologo Oscar Mischiati. Il repertorio delle musiche a stampa, invece, venne parzialmente inventariato negli anni '50 dal RISM, da Claudio Sartori e da Mariangela Donà.

### Cinema
Insieme ad altri castelli italiani, la parte alta del borgo con la rocca Viscontea, la piazza antistante e la collegiata fu scenario delle riprese del film Ladyhawke, diretto da Richard Donner e interpretato da Matthew Broderick, Rutger Hauer e Michelle Pfeiffer.

### Cucina
Il comune di Castell'Arquato fa parte della zona DOC dei colli piacentini, dove si producono alcuni vini tipici, tra cui il Gutturnio, la Bonarda, la Barbera, l'Ortrugo e il Monterosso Val d'Arda, vino caratteristico della vallata e in particolare di Castell'Arquato; deve il nome all'omonimo colle situato sulla riva destra dell'Arda.

### Eventi

#### Premio Illica e Concorso Illica Opera Stage
Con cadenza biennale a Castell'Arquato si tiene il premio Internazionale Luigi Illica, manifestazione creata nel 1961 dal musicologo Mario Morini e dal giornalista Cesare Pecorini con lo scopo di valorizzare la figura di Luigi Illica e la borgata medievale in cui è nato, premiando i grandi esponenti della lirica e della cultura. Tra i suoi premiati annovera cantanti come Plácido Domingo, Luciano Pavarotti, Maria Callas, Montserrat Caballé e registi come Luchino Visconti, Giorgio Strehler, Franco Zeffirelli.
A cinquant'anni dalla fondazione del Premio Illica, nel 2010 è stato istituito anche il concorso lirico internazionale Illica Opera Stage. Fautori di questo progetto furono la pro loco arquatese, con la collaborazione ed il contributo del comune di Castell'Arquato, la Fondazione di Piacenza e Vigevano, la provincia di Piacenza e Casa Illica. Il concorso è concepito per offrire alle nuove generazioni di cantanti lirici spazi di perfezionamento e opportunità professionali.

## Infrastrutture e trasporti
Nei primi del Novecento, Castell'Arquato era servita da due tranvie interurbane a vapore:
- la Piacenza-Lugagnano, aperta nel 1902[55] e chiusa nel 1938[56], con le fermate di Vigolo, Colombaia, Bosco Verani, Gavina, Colombarone Sant'Antonio, Strada Pelosa, Poggio Manzi, Castell'Arquato, Madonna dell'Arda, Colombarola e Panegano, le ultime quattro condivise con la linea proveniente da Cremona[57].
- la Cremona-Lugagnano, aperta nel 1900[55] e chiusa nel 1923[58], con le fermate I Filagnoni, Cinta Anguissola, San Lorenzo, Crocetta, Castell'Arquato, Madonna dell'Arda, Colombarola e Panegano, le ultime quattro condivise con la linea proveniente da Piacenza[57].

Il territorio comunale di Castell'Arquato è attraversato dalla strada provinciale 4 di Bardi che a valle collega il capoluogo con Fiorenzuola d'Arda, dove si interseca con la via Emilia, mentre a monte risale la val d'Arda fino a Lugagnano Val d'Arda per poi raggiungere Bardi mediante il passo del Pellizzone. Il capoluogo è raggiunto anche dalla strada provinciale 6bis di Castell'Arquato che lo collega a Carpaneto Piacentino e da qui a Piacenza con la denominazione di strada provinciale 6, e dalla stra provinciale 31 Salsediana che lo collega a Castelnuovo Fogliani, frazione di Alseno. Nella parte di territorio comunale situata in val d'Ongina sono presenti la strada provinciale 12 di Genova, che percorre il fondovalle collegando Alseno con Vernasca, e la strada provinciale 56 di Borla, che si dirama dalla strada provinciale 12 raggiungendo Vigoleno, frazione di Vernasca.
I collegamenti mediante il servizio di mezzi pubblici sono garantiti dall'azienda SETA con le linee per vernasca, Morfasso, Piacenza, Lugagnano, Pianazzo Casali, San Michele, Fidenza e Fiorenzuola.
La stazione ferroviaria più vicina è quella di Fiorenzuola d'Arda.

## Amministrazione
Di seguito una tabella relativa alle amministrazioni che si sono succedute nel comune.
| Periodo         | Periodo        | Primo cittadino               | Partito                           | Carica              | Note   |
| --------------- | -------------- | ----------------------------- | --------------------------------- | ------------------- | ------ |
| 28 giugno 1985  | 22 giugno 1990 | Emilio Castellana             | Democrazia Cristiana              | Sindaco             | [ 67 ] |
| 22 giugno 1990  | 24 aprile 1995 | Emilio Castellana             | Democrazia Cristiana              | Sindaco             | [ 67 ] |
| 24 aprile 1995  | 14 giugno 1999 | Pier Giorgio Bottarelli       | Lista civica di centro-sinistra   | Sindaco             | [ 67 ] |
| 14 giugno 1999  | 11 giugno 2003 | Pier Giorgio Bottarelli       | Lista civica                      | Sindaco             | [ 67 ] |
| 14 giugno 2004  | 29 luglio 2008 | Alberto Fermi                 | Lista civica                      | Sindaco             | [ 67 ] |
| 10 ottobre 2008 | 8 giugno 2009  | Lorenzo De Luca Di Pietralata |                                   | Comm. straordinario | [ 67 ] |
| 8 giugno 2009   | 26 maggio 2014 | Ivano Rocchetta               | Lega Nord e liste civiche         | Sindaco             | [ 67 ] |
| 26 maggio 2014  | 27 maggio 2019 | Ivano Rocchetta               | Lista civica Uniti per Continuare | Sindaco             | [ 67 ] |
| 27 maggio 2019  | 9 giugno 2024  | Giuseppe Bersani              | Lista civica Futuro in Comune     | Sindaco             | [ 67 ] |
| 9 giugno 2024   | in carica      | Ivano Rocchetta               | Lista civica Arquatesincampo      | Sindaco             | [ 67 ] |

### Altre informazioni amministrative
Dal 2015 il comune è parte dell'Unione Alta Val d'Arda, unione di comuni costituitasi a seguito dello scioglimento della comunità Montana valli del Nure e dell'Arda, di cui Castell'Arquato non faceva parte. Gli altri comuni dell'unione, la cui sede è situata proprio a Castell'Arquato, sono Lugagnano Val d'Arda, Morfasso e Vernasca.

### Gemellaggi
- Carry-le-Rouet, dal 2017[69].

## Sport
Tra il 1953 e il 1972 Castell'Arquato è stato sede di partenza della Castell'Arquato-Vernasca, gara automobilistica di velocità in salita, disputatasi per 17 edizioni e che vide la partecipazione di alcuni tra i più famosi piloti dell'epoca, tra i quali Andrea De Adamich e Arturo Merzario.
Dopo la cancellazione della manifestazione agonistica, a partire dagli anni novanta è iniziata, ad opera del Club Piacentino Auto d'Epoca, l'organizzazione di rievocazioni aperte alle auto d'epoca lungo il percorso originale: dal 1994 si disputa la gara di regolarità Castell'Arquato-Vernasca, dal 1996 si svolge la Vernasca Silver Flag, concorso dinamico di conservazione e restauro per vetture da competizione.